# A Nice Pair
A Nice Pair es un álbum doble recopilatorio que contiene remezclas de los 2 álbumes de 1967 a 1968 de la banda de rock progresivo Pink Floyd, lanzado al mercado el 4 de diciembre de 1973. Es una reedición de los dos primeros álbumes de la banda, The Piper at the Gates of Dawn y A Saucerful of Secrets.
En el caso de The Piper at the Gates of Dawn, Astronomy Domine es reemplazada por la versión en vivo de Ummagumma. Y se agregan Flaming y Bike que no se habían incluido en la edición de Reino Unido.
El álbum alcanzó el #36 en Estados Unidos y fue certificado Disco de Oro por la RIAA en marzo de 1994.

## Carátula
El diseño de la portada es de Hipgnosis, quienes habían diseñado otras carátulas de discos de Pink Floyd. Está formada por varias portadas que no fueron usadas, dispuestas en 9 cuadros que forman la imagen. Cada uno de los cuadros se refiere a una frase hecha conocida, en inglés, como por ejemplo A fork in the road, A pretty kettle of fish o A bird in the hand is worth than two in the bush (Más vale pájaro en mano que cien volando). El cuadro de arriba en el centro, que muestra los senos de una mujer, se refiere al título del disco: Un buen par.
Dado que los dos primeros álbumes de Pink Floyd se editaron por separado en disco compacto, el álbum no se ha editado en disco compacto salvo en versiones RoIO o piratas.

## Lista de canciones

### The Piper at the Gates of Dawn
1. "Astronomy Domine" (Barrett) - 8:31
  - Versión en vivo del álbum Ummagumma.
2. "Lucifer Sam" (Barrett) - 3:07
3. "Matilda Mother" (Barrett) - 3:08
4. "Flaming" (Barrett) - 2:46
5. "Pow R. Toc H." (Barrett, Waters, Wright, Mason) - 4:27
6. "Take Up Thy Stethoscope and Walk" (Waters) - 3:05
7. "Interstellar Overdrive" (Barrett, Waters, Wright, Mason) - 9:41
8. "The Gnome" (Barrett) - 2:13
9. "Chapter 24" (Barrett) - 3:42
10. "The Scarecrow" (Barrett) - 2:11
11. "Bike" (Barrett) - 3:21

### A Saucerful of Secrets
1. "Let There Be More Light" (Waters) - 5:38
2. "Remember A Day" (Wright) - 4:33
3. "Set The Controls For The Heart Of The Sun" (Waters) - 5:27
4. "Corporal Clegg" (Waters) - 4:12
5. "A Saucerful Of Secrets" (Waters, Wright, Mason, Gilmour) - 11:57
6. "See Saw" (Wright) - 4:37
7. "Jugband Blues" (Barrett) - 3:00

## Créditos

### Músicos
- Roger Waters - Bajo, voz y guitarra adicional.
- Syd Barrett - Guitarra y voz en The Piper at the Gates of Dawn; guitarra en Remember A Day y Jugband Blues y voz en Jugband Blues.
- Richard Wright - Órgano, piano, teclados y voz.
- Nick Mason - Batería y percusión.
- David Gilmour - Guitarra y voz excepto en The Piper at the Gates of Dawn, Remember A Day y Jugband Blues.

Otros participantes:
- Norman Smith - Batería y coros en Remember A Day.
- 8 músicos del Ejército de Salvación (The International Staff Band, en inglés) - Ray Bowes (Corneta), Terry Camsey (Corneta), Mac Carter (Trombón), Les Condon (Bajo eléctrico Eb), Maurice Cooper (Bombardino), Ian Hankey (Trombón), George Whittingham (Bajo eléctrico Eb), en Jugband Blues.